# Comté de Monroe (Illinois)
Pour les articles homonymes, voir Comté de Monroe.
Le comté de Monroe, Illinois situé en Métro-Est, et a pour capitale Waterloo.

## Villes
- Columbia
- Waterloo
- Hecker (anciennement nommé Freedom, ce village a été rebaptisé après 1895 en hommage au républicain germano-américain Friedrich Hecker)
- Valmeyer
- Fults
- Maeystown

## Comtés voisins
| Nord-Ouest : Comté de Saint Louis     |                         | Nord-Est : Comté de Saint Clair |
| Ouest : Comté de Jefferson            | Comté de Monroe         | Est : Comté de Saint Clair      |
| Sud-Ouest : Comté de Sainte Genevieve | Sud : Comté de Randolph |                                 |

## Transports
- Interstate 255
- U.S. Route 50
- Illinois Route 3
- Illinois Route 159